# Chamaecostus lanceolatus
Chamaecostus lanceolatus är en enhjärtbladig växtart som först beskrevs av Otto Georg Petersen, och fick sitt nu gällande namn av C.D.Specht och Dennis William Stevenson. Chamaecostus lanceolatus ingår i släktet Chamaecostus och familjen Costaceae.

## Underarter
Arten delas in i följande underarter:
- C. l. lanceolatus
- C. l. pulchriflorus